# Martin Motors Freedom
Der Martin Motors Freedom ist ein Nutzfahrzeug des italienischen Bus- und Automobilherstellers Martin Motors.
Seit Ende des Jahres 2009 wird das Modell als Freedom Cab hergestellt und ist eine Eigenentwicklung des Herstellers. Das Modell soll gegen die Pick-ups von IVECO und Renault konkurrieren. Angeboten wird das Modell mit Einzelkabine (Mono) und Doppelkabine (Duo). Das Leergewicht wird mit 920 kg angegeben, das maximale Gesamtgewicht liegt bei 1900 kg.
Seit 2011 steht das Modell auch als Freedom Cargo, einem Kastenwagen, sowie als Freedom Tri mit kippbarer Pritsche zur Wahl.

## Motor
Angetrieben werden die Freedom Cabs durch 35,5 kW starke LPG-Ottomotoren des Typs DA465QE-1A der Gruppo O.M.C.I. Diese haben einen Hubraum von 1051 cm³ und entsprechen der Euro-IV-Norm. Das Interior der Freedom Cabs stammt aus dem Kleinstwagen Ideal 1000.